# Krankenhaus Vilkpėdė

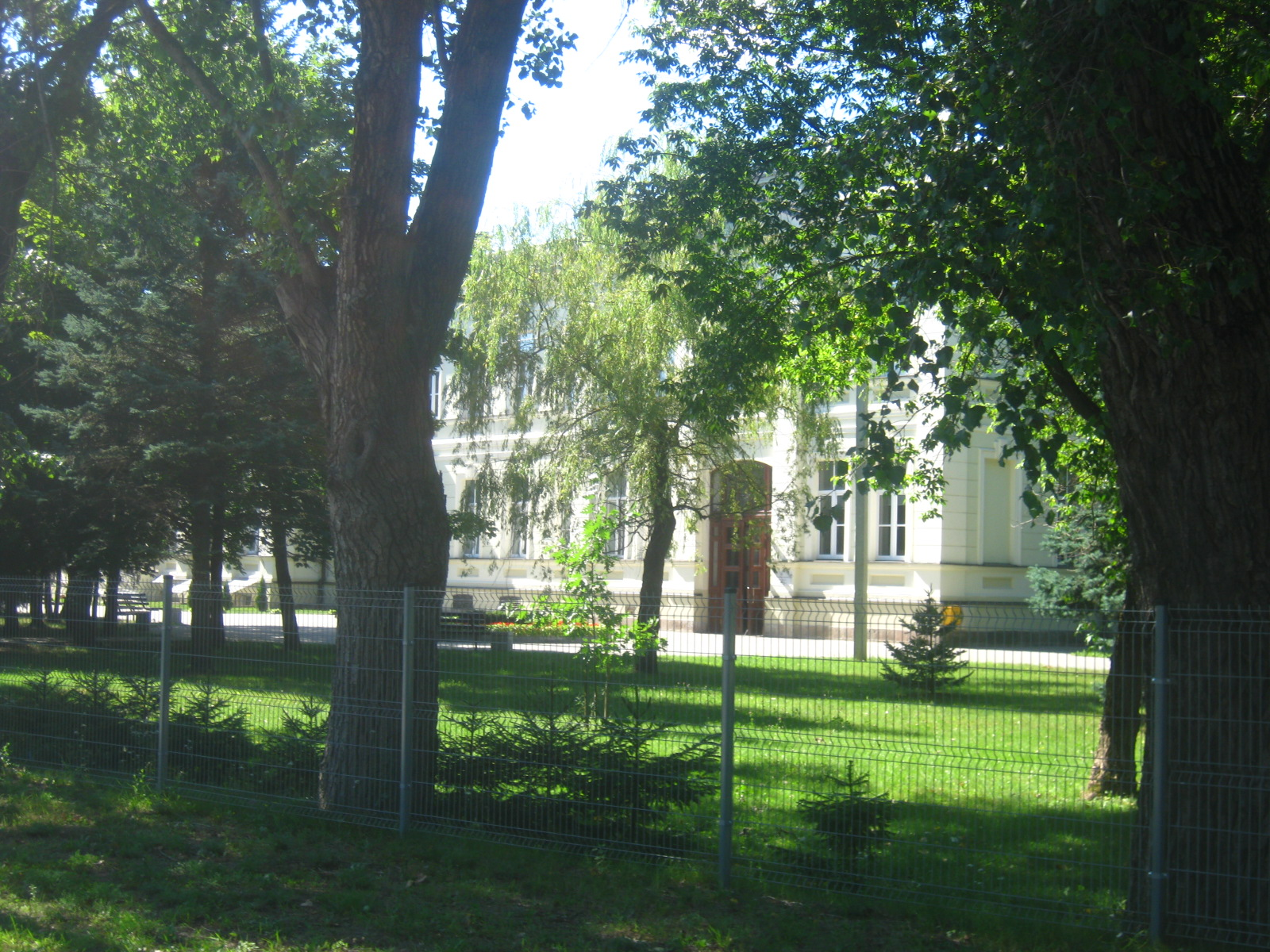
Außenansicht des Krankenhauses

Das Krankenhaus Vilkpėdė (litauisch Vilkpėdės ligoninė) ist ein Krankenhaus in Vilnius, Litauen. Es befindet sich im Stadtteil Vilkpėdė. Das Krankenhaus war früher ein Betriebskrankenhaus. Es diente für die Behandlung der Mitarbeiter des Bahnhofs Vilnius und der Eisenbahngesellschaft AB Lietuvos geležinkeliai.

## Namen
- 1912–1953: Vilniaus stoties ligoninė
- 1953–1993: Pabaltijo geležinkelio Vilniaus stoties ligoninė
- 1993–2004: Geležinkelininkų ligoninė
- seit 2004: Vilkpėdės ligoninė

## Geschichte
Das Krankenhaus wurde von 1905 bis 1911 gebaut und 1912 eröffnet. Hier wurden die Eisenbahnarbeiter und Soldaten im damaligen Russischen Reich. 1912  hatte das Krankenhaus 150 Betten. 1938 bestand das Krankenhauspersonal aus 18 Ärzten, 26 Krankenschwestern für allgemeine Krankenpflege, 49 Krankenschwestern, wirtschaftlichen und Büroangestellten. Pro Jahr  wurden 4291 Patienten behandelt.
Nach dem Zweiten Weltkrieg wurde die Einrichtung im damaligen Sowjetlitauen erweitert. 1985 hatte das Krankenhaus 300 Betten. Hier wurden die Abteilungen für Pneumologie, Kardiologie, Gastroenterologie, Nervenkrankheiten, Otorinolaryngologie, Augenerkrankungen und Kinderkrankheiten eingerichtet.
Seit 1992 gehört das Krankenhaus der Stadtgemeinde Vilnius. 2003 bekam man eine Darlehen von der Weltbank. Von 2003 bis 2004 wurde es renoviert und 2006  rekonstruiert. Das Management wird nach  LST EN ISO 9001:2001 geführt. 2013 wurden 1.558 Patienten behandelt.